# Sichuan Blue Whales
I Sichuan Jinqiang Blue Whales (in cinese:四川金强蓝鲸), noti anche come Sichuan Jinqiang o Sichuan Jinrong Industry, sono una squadra professionistica di pallacanestro con sede nel distretto di Wenjiang, Chengdu, nella provincia del Sichuan, in Cina, e militano nella North Division della Chinese Basketball Association (CBA). Il Gruppo Jinqiang è lo sponsor principale del club, mentre la mascotte della squadra è una balena blu.
Nel 2016, la squadra ha vinto le finali della CBA alla sua prima partecipazione alla serie per il titolo, sconfiggendo i Liaoning Flying Leopards per 4–1 nella serie al meglio delle sette partite. Sono diventati il quinto club differente a conquistare il titolo nei 21 anni di storia della lega, nonché la squadra d'espansione più veloce di sempre a riuscirci, avendo vinto il campionato alla loro terza stagione nella CBA.

## Storia
La squadra ha trascorso i primi quattro anni della sua esistenza militando nella Chinese National Basketball League (NBL), in quella che è considerato il secondo livello della pallacanestro cinese, prima di essere "promossa" alla Chinese Basketball Association (CBA) in vista della stagione 2013-2014, dopo aver conquistato il titolo della NBL nel 2013.
Affettuosamente soprannominata da molti tifosi locali come "l’Esercito del Sichuan" (川军), la squadra ricevette attenzione mediatica internazionale durante la stagione 2014–15 della CBA, in seguito all’ingaggio dell’ex All-Star NBA Metta World Peace; il quale abbracciando la sua nuova esperienza in Cina, l’uomo nato come Ron Artest, decise di darsi un nuovo nome: The Panda’s Friend (l’Amico del Panda).
Tuttavia, la squadra mancò l’accesso ai playoff della CBA per il secondo anno consecutivo, concludendo la stagione 2014-15 al 18º posto su 20 squadre, con un record di 8 vittorie e 30 sconfitte. Nonostante avesse dichiarato ai giornalisti di "aver trovato un po’ di pace interiore nel Sichuan", World Peace lasciò la squadra al termine della stagione per trasferirsi in Italia. La sua partenza costrinse i Blue Whales a cambiare approccio in vista della stagione successiva.
Durante la stagione 2015-2016, il Sichuan raggiunse un successo sorprendente, chiudendo al terzo posto in classifica nella regular season, con un record di 30–8, ottenendo la terza testa di serie nei playoff. I Blue Whales terminarono la stagione regolare con lo stesso numero di vittorie degli Xinjiang Flying Tigers, contro cui si trovarono di fronte nelle semifinali. Dopo aver superato con uno sweep sia i Guangsha Lions che gli stessi Flying Tigers nei primi due turni dei playoff, la squadra avanzò alle finali della CBA 2016 contro i Liaoning Flying Leopards.
Durante le Finali, i Blue Whales persero Gara 1 contro i Flying Leopards, testa di serie numero uno, prima di vincere quattro partite consecutive e conquistare il loro primo titolo nella CBA. La serie fu segnata da un episodio molto controverso: dopo Gara 3, scoppiò una rissa nella hall di un hotel a Chengdu tra un gruppo di tifosi del Sichuan e diversi giocatori del Liaoning. Le immagini dell’incidente divennero virali su numerosi siti web cinesi e internazionali, suscitando dure critiche da parte dei media nazionali. La lega multò i Blue Whales per non aver garantito un’adeguata sicurezza, mentre i giocatori dei Flying Leopards coinvolti furono sospesi per l’inizio della stagione successiva. In quella stessa annata, Hamed Haddadi divenne anche il primo giocatore asiatico non nato in una provincia cinese ad essere nominato MVP delle Finali CBA.

## Palmarès
- Chinese Basketball Association (CBA)
  - Campione (1): 2015-2016
- National Basketball League (NBL)
  - Campione (1): 2012-2013

## Organico attuale
Organico per la stagione sportiva 2024-2025
| Roster Sichuan Blue Whales 2024-2025. | Roster Sichuan Blue Whales 2024-2025. |
| Giocatori                             | Staff tecnico                         |
| ------------------------------------- | ------------------------------------- |

| N. | Naz.                               | Ruolo | Nome                | Anno | Alt.   | Peso   |  |
| -- | ---------------------------------- | ----- | ------------------- | ---- | ------ | ------ |  |
| 1  | Cina (bandiera)                    | AG    | Jing Hanyi          | 1999 | 195 cm | 102 kg |  |
| 2  | Cina (bandiera)                    | PG    | Hu Junlin           | 2001 | 183 cm | 76 kg  |  |
| 3  | Cina (bandiera)                    | AP    | Xiao Liren          | 1998 | 196 cm | 93 kg  |  |
| 4  | Stati Uniti (bandiera)             | PG    | Edmond Sumner       | 1995 | 193 cm | 89 kg  |  |
| 6  | Cina (bandiera)                    | AP    | Hong Xin            | 2000 | 198 cm | 88 kg  |  |
| 7  | Cina (bandiera)                    | G     | Duan Ruiqi          | 1999 | 195 cm | 82 kg  |  |
| 8  | Cina (bandiera)                    | PG    | Zhao Rui            | 1996 | 190 cm | 89 kg  |  |
| 9  | Cina (bandiera)                    | AP    | Yang Zheng          | 1997 | 194 cm | 100 kg |  |
| 10 | Cina (bandiera)                    | AP    | Liu Guanshan        | 1998 | 193 cm | 93 kg  |  |
| 11 | Cina (bandiera)                    | AP    | Wang Yunzhang       | 1998 | 201 cm | 95 kg  |  |
| 12 | Cina (bandiera)                    | C     | Li Jinxiao          | 1997 | 207 cm | 104 kg |  |
| 13 | Cina (bandiera)                    | AP    | Zuo Zhennian        | 1999 | 203 cm | 90 kg  |  |
| 14 | Cina (bandiera)                    | C     | Yuan Shibo          | 1998 | 204 cm | 104 kg |  |
| 15 | Cina (bandiera)                    | AP    | Li Weihao           | 1999 | 204 cm | 96 kg  |  |
| 16 | Cina (bandiera)                    | G     | Yu Xiang            | 1998 | 185 cm | 85 kg  |  |
| 17 | Cina (bandiera)                    | PG    | Fang Jiachen        | 2002 | 180 cm | 80 kg  |  |
| 18 | Cina (bandiera)                    | PG    | Yu Xiaoyong         | 1997 | 190 cm | 86 kg  |  |
| 20 | Cina (bandiera)                    | AP    | Wang Xinkai         | 1999 | 198 cm | 95 kg  |  |
| 21 | Cina (bandiera)                    | C     | Meng Tianyi         | 2000 | 206 cm | 110 kg |  |
| 22 | Cina (bandiera)                    | C     | Yang Wenxue         | 1996 | 206 cm | 127 kg |  |
| 24 | Cina (bandiera)                    | G     | He Chiyu            | 2001 | 185 cm | 80 kg  |  |
| 26 | Stati Uniti (bandiera)             | G     | Niven Hart          | 1998 | 194 cm | 93 kg  |  |
| 35 | Croazia (bandiera)                 | C     | Marin Maric         | 1993 | 211 cm | 113 kg |  |
| 55 | Cina (bandiera)                    | C     | Su Ruoyu            | 1999 | 206 cm | 117 kg |  |
| 94 | Isole Vergini Americane (bandiera) | G     | Marcus Georges-Hunt | 1994 | 198 cm | 100 kg |  |

| Allenatore                                                                         |
| - Han Shuo                                                                         |
| Assistente/i                                                                       |
| - Yang Cheng - He Xiaobin - Guo Jinlin Legenda - (C) Capitano - Infortunato Roster |

## Cestisti

### Cestisti celebri
- Kenny Boynton
- Chris Clemons
- Jordan Crawford
- Justin Dentmon
- Ike Diogu
- Mike Efevberha
- Courtney Fortson
- Jamaal Franklin
- Michael Frazier
- Marcus Georges-Hunt
- Trae Golden
- Guo Shiqiang
- Hamed Haddadi
- Tyler Hansbrough
- Mike Harris
- Darius Johnson-Odom
- Venky Jois
- Hervé Lamizana
- Maciej Lampe
- Liu Wei
- Marin Marić
- Dennis Mims
- Greg Monroe
- Chris Obekpa
- Kyle O'Quinn
- Daniel Orton
- Thomas Robinson
- Metta Sandiford-Artest
- Josh Smith
- Russ Smith
- Edmond Sumner
- Hasheem Thabeet
- Jason Thompson
- D.J. White
- Hassan Whiteside
- Ryan Wright
- Yu Shulong
- Zhang Songtao